# Hontianske Trsťany
Hontianske Trsťany (1948–1973 slowakisch „Tekovské Trsťany“ – bis 1948 „Nadošany“; ungarisch Hontnádas – bis 1907 Nádas) ist eine Gemeinde im Westen der Slowakei mit 290 Einwohnern (Stand 31. Dezember 2024), die zum Okres Levice, einem Teil des Nitriansky kraj, gehört.

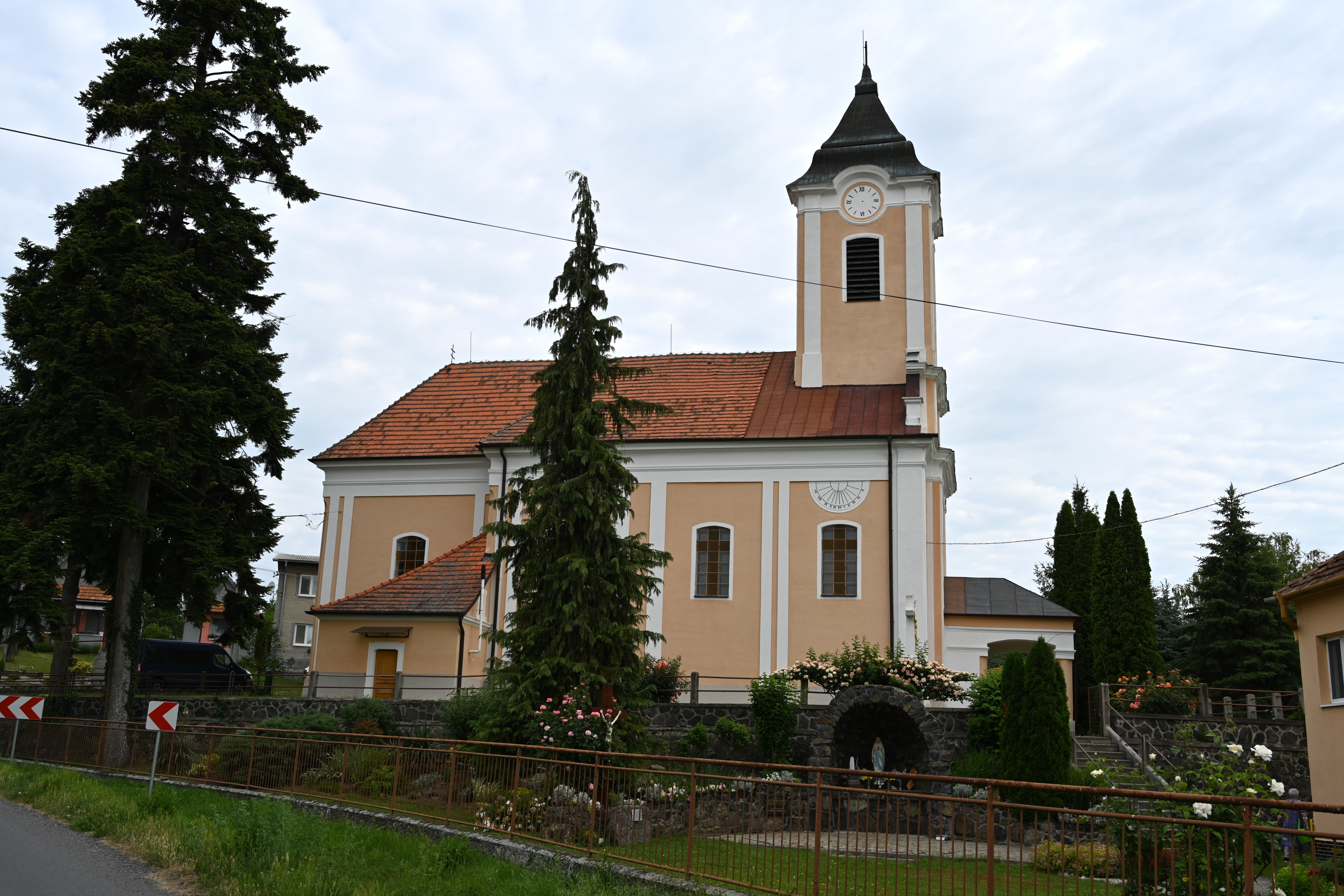
Kirche

## Geographie
Die Gemeinde befindet sich im Osten des slowakischen Donautieflands, am Übergang vom Hügelland Ipeľská pahorkatina in die östlich gelegene Hochebene Krupinská planina, im Tal des Baches Trsteník (auch Trstiansky potok genannt) im Einzugsgebiet des Ipeľ. Das Ortszentrum liegt auf einer Höhe von 164 m n.m. und ist 21 Kilometer von Levice entfernt.
Nachbargemeinden sind Bory und Brhlovce im Westen, Žemberovce im Nordwesten und Norden, Súdovce im Osten, Hontianske Moravce im Süden und Domadice im Südwesten.

## Geschichte
Hontianske Trsťany wurde zum ersten Mal 1244, nach anderen Quellen 1264 als Nadasd schriftlich erwähnt und gehörte jahrelang der Propstei in Šahy. Fast hundert Jahre, bis 1685 hielten die Türken die Gegend unter ihrer Kontrolle. Danach war das Dorf Gut der Jesuiten, ab 1776 des Kapitels in Neusohl. 1715 gab es eine Mühle und 45 Haushalte, 1828 zählte man 69 Häuser und 416 Einwohner, die als Landwirte, bis zum 19. Jahrhundert auch als Winzer beschäftigt waren.
Bis 1918 gehörte der im Komitat Hont liegende Ort zum Königreich Ungarn und kam danach zur Tschechoslowakei beziehungsweise heute Slowakei.

## Bevölkerung
| Jahr                | 1994 | 2004    | 2014    | 2024    |
| ------------------- | ---- | ------- | ------- | ------- |
| Anzahl der Personen | 378  | 346     | 317     | 290     |
| Unterschied         |      | −8,46 % | −8,38 % | −8,51 % |

| Jahr                | 2023 | 2024    |
| ------------------- | ---- | ------- |
| Anzahl der Personen | 297  | 290     |
| Unterschied         |      | −2,35 % |

Nach der Volkszählung 2011 wohnten in Hontianske Trsťany 325 Einwohner, davon 314 Slowaken und ein Tscheche. 10 Einwohner machten keine Angabe zur Ethnie.
290 Einwohner bekannten sich zur römisch-katholischen Kirche und acht Einwohner zur Evangelischen Kirche A. B. 15 Einwohner waren konfessionslos und bei 12 Einwohnern wurde die Konfession nicht ermittelt.

## Bauwerke
- römisch-katholische Bartholomäuskirche im Barockstil aus dem Jahr 1759[6]